# Заједница општина Сјеверне Далмације и Лике
Заједница општина Сјеверне Далмације и Лике (хрв. Zajednica općina Sjeverne Dalmacije i Like) била је регионална заједница општина у југословенској федералној јединици Хрватској. Формирана је средином 1990. године, а потом је крајем исте године трансформисана у САО Крајину.

## Историја
Све до средине 1990. године, општине са српском већином у тадашњој југословенској федералној јединици Хрватској налазиле су се у саставу првобитних регионалних заједница, које су постојале у сакладу са Уставом СР Хрватске и Уставом СФРЈ. Након победе Хрватске демократске заједнице на првим вишестраначким изборима у Хрватској, одржаним у пролеће 1990. године, новоуспостављени режим Фрање Туђмана је најавио спровођење уставне реформе која је садржала и елементе сецесионистичке политике у односу на Југославију. Стога је у општинама са српском већином покренута иницијатива за стварање нове регионалне заједнице, у чији би састав ушле претежно српске општине, а тај предлог је 6. јуна формулисала Скупштина Општине Книн.
Тим поводом је у српским срединама покренута и јавна расправа током које се показало да замисао о оснивању нове регионалне заједнице ужива подршку првенствено међу одборницима из редова Српске демократске странке, док су међу српским одборницима из редова СКХ-СДП постојале знатне резерве, како политичке тако и формално-правне. Те разлике су током јуна пале у други план, када се показало да је Туђманов режим кренуо путем сужавања српских права, што је довело до хомогенизације међу српским политичким првацима и преласка многих локалних одборника из редова СКХ-СДП у редове СДС.
Реализацији иницијативе прва је приступила управо Општина Книн, која је 27. јуна донела одлуку о формирању Заједнице општина Сјеверне Далмације и Лике. Тој регионалној заједнци су потом приступиле и суседне општине Доњи Лапац (28. јун) и Грачац (29. јун), након чега је 3. јула у Книну конституисано и привремено Председништво ЗОСДЛ. Недуго потом, овој регионалној заједници су приступиле и друге претежно српске општине са истог подручја: Обровац (12. јул) и Бенковац (7. август), а потом и Кореница, чиме је био заокружен процес окупљања претежно српских општина на просторима северне Далмације, Лике и Крбаве.
Иако су хрватске власти оспориле стварање ЗОСДЛ, сличне регионалне иницијативе разматране су и у другим српским срединама у Хрватској, а посебно на суседним просторима Кордуна и Баније. Тим поводом се пред тамошња општинска руководства поставило питање, да ли би по угледу на Заједницу општина Сјеверне Далмације и Лике требало формирати посебну Заједницу општина Баније и Кордуна или би општине са тих простора требало укључити у састав ЗОСДЛ. Пошто је општина Двор већ 17. јула донела одлуку о приступању ЗОСДЛ, исто су 24. јула учиниле Општина Војнић и Општина Глина. За тим примерима су временом пошле и остале већински српске општине са подручја Баније и Кордуна. Тиме је ЗОСДЛ прерасла поросторне оквире свог формалног назива, а временом је стекла и додатне функције, тако да је до краја године спроведена трансформација ЗОСДЛ у српску аутономну област под називом: САО Крајина, која је званично проглашена 21. децембра 1990. године.